# Mélanie de Jesus dos Santos
Mélanie Johanna de Jesus dos Santos (Schœlcher, Martinica, 5 de marzo de 2000) es una deportista francesa que compite en gimnasia artística.
Ganó una medalla de bronce en el Campeonato Mundial de Gimnasia Artística de 2023 y siete medallas en el Campeonato Europeo de Gimnasia Artística, entre los años 2017 y 2021.
Participó en los Juegos Olímpicos de Tokio 2020, ocupando el sexto lugar en las pruebas de barra de equilibrio y de equipo.

## Palmarés internacional
| Campeonato Mundial | Campeonato Mundial    | Campeonato Mundial | Campeonato Mundial   |
| Año                | Lugar                 | Medalla            | Prueba               |
| ------------------ | --------------------- | ------------------ | -------------------- |
| 2023               | Amberes (Bélgica)     | Medalla de bronce  | Concurso por equipos |
| Campeonato Europeo |                       |                    |                      |
| Año                | Lugar                 | Medalla            | Prueba               |
| 2017               | Cluj-Napoca (Rumania) | Medalla de bronce  | Concurso individual  |
| 2018               | Glasgow (Reino Unido) | Medalla de oro     | Suelo                |
| 2018               | Glasgow (Reino Unido) | Medalla de plata   | Concurso por equipos |
| 2019               | Szczecin (Polonia)    | Medalla de oro     | Concurso individual  |
| 2019               | Szczecin (Polonia)    | Medalla de oro     | Suelo                |
| 2019               | Szczecin (Polonia)    | Medalla de plata   | Barra                |
| 2021               | Basilea (Suiza)       | Medalla de oro     | Barra                |